# Akan (Wisconsin)
Akan è un comune degli Stati Uniti, situato in Wisconsin e in particolare nella Contea di Richland.